# Джуара, Наис
Наи́с Джуара́ (фр. Naïs Djouahra; род. 23 ноября 1999, Бургуэн-Жальё) — французский футболист алжирского происхождения, вингер клуба «Риека».

## Клубная карьера
Джоуахра — воспитанник клубов «Руй Монтесю», «Буругэн-Жальё» и «Сент-Этьен». В 2018 году Наис подписал контракт на два года с испанским клубом «Реал Сосьедад», где для получения игровой практики начал выступать за дублирующий состав. 29 июня 2020 года в матче против «Хетафе» он дебютировал в Ла Лиге. Летом того же года Джоуахра для получения игровой практики был арендован «Мирандесом». 3 октября в матче против «Понферрадина» он дебютировал в Сегунде. 3 февраля 2021 года в поединке против «Жироны» Наис забил свой первый гол за «Мирандес». Летом того же года он вернулся в «Реал Сосьедад». 
Летом 2022 года Джоуахра перешёл в хорватскую «Риеку».